# Ectrosia leporina
Ectrosia leporina är en gräsart som beskrevs av Robert Brown. Ectrosia leporina ingår i släktet Ectrosia och familjen gräs. Utöver nominatformen finns också underarten E. l. micrantha.